# Hrvoje Barić
Hrvoje Barić (kroatisch Хрвоје Барић; * 21. Juli 1965 in Split) ist ein ehemaliger jugoslawischer Schwimmer.
Er trat bei den Olympischen Sommerspielen 1984 in Los Angeles an. Über 100 m Schmetterling kam er af Platz 29. Bei den Schwimmeuropameisterschaften 1989 kam er im selben Wettkampf auf Rang sechs.
Bei den Mittelmeerspielen 1991 in Athen errang er eine Goldmedaille.